# Руссе-де-Мисси, Жан
Жан Руссе де Мисси (фр. Jean Rousset de Missy; 26 августа 1686, Лаон — 1762, Брюссель) — французский писатель, жил в Голландии. В 1723 г. начал издавать газету «Mercure historique et politique», которая имела большой успех; затем издал «Mémoires sur la vie de Pierre le-Grand». Когда Руссе-де-Мисси стал заниматься политикой, он был арестован по приказанию амстердамских властей и заключен в тюрьму. Позже Руссе-де-Мисси приобрёл расположение принца Оранского, который, сделавшись штатгальтером, назначил его своим историографом. Однако это расположение продолжалось недолго, и Руссе-де-Мисси вынужден был бежать в Брюссель.
Жан Руссе де Мисси являлся почётным членом Российской академии наук с 23 марта 1737.

## Основные труды Руссе де Мисси
- Description géographique, historique et politique du royaumo de Sardaigne (1748);
- Histoire publique et secrète de la cour de Madrid, depuis l’avènement de Philippe V à la couronne (1719);
- Histoire du cardinal Alberoni (Гаага, 1719)
- Histoire des guerres entre les maisons de France et d’Autriche (1742; 2 изд., 1748);
- Relation historique de la grande révolution arrivée dans la république des Provinces-Unies en (1717).